# Rawalpindi
Rawalpindi är en stad i den pakistanska provinsen Punjab, på södra sluttningen av Himalayas nordvästra kedjor, nära floderna Indus och Jhelum. Folkmängden uppgår till lite mer än 2 miljoner invånare. Strax norr om Rawalpindi ligger den pakistanska huvudstaden Islamabad. Medan sistnämnda stad uppfördes på 1960-talet fungerade Rawalpindi som huvudstad.

## Historia
Under antiken var staden känd under namnet Taxila, och var under Alexander den stores tid huvudstad för dennes lydfurste Taxiles.
Rawalpindi var under brittisk tid den största militärstationen i Indien och nyckeln till det brittiska försvarssystemet vid nordvästra gränsen, samt försvarades av en kedja av starka fort. Andra divisionen av norra brittisk-indiska armén låg där i garnison. Jämte lokverkstäder för nordvästra järnvägen fanns här järngjuteri, tältfabrik med mera.
Den indiske politikern Kidar Nath Sahani föddes i Rawalpindi 1926.
Här avled den pakistanska politikern Benazir Bhutto efter en självmordsattack den 27 december 2007.